# The Smiths
The Smiths — англійський рок-гурт, утворений у Манчестері 1982 року. До його складу увійшли співак Стівен Морріссі, гітарист Джонні Марр, бас-гітарист Енді Рурк та барабанщик Майк Джойс. Морріссі та Марр стали співавторами пісень гурту. The Smiths вважаються одним з найважливіших гуртів британської незалежної музики 1980-х років.
1983 року The Smiths підписали контракт з незалежним лейблом Rough Trade Records, а за рік випустили дебютний альбом The Smiths. Їхнє гітарне звучання, що поєднувало рок-музику 1960-х і постпанк, був відмовою від домінуючого в той час жанру синті-поп. Кілька синглів The Smiths потрапили до двадцятки найкращих пісень UK Singles Chart, а всі їхні студійні альбоми — до першої п'ятірки UK Albums Chart, включно з альбомом Meat Is Murder (1985), що очолив британський хіт-парад.
У 1985 році The Smiths почали використовувати клавішні, зберігши гітару як основний інструмент, досягнувши мейнстрімового успіху в Європі з альбомами The Queen Is Dead (1986) і Strangeways, Here We Come (1987), які увійшли до двадцятки найкращих в європейському чарті альбомів. 1986 року до гурту приєднався гітарист Крейг Ґеннон.
Внутрішня напруженість призвела до розпаду колективу в 1987 році. За цим послідували публічні судові позови щодо роялті. Учасники гурту неодноразово заявляли, що гурт ніколи не возз'єднається, відкинувши усі пропозиції про возз'єднання.

## Історія гурту

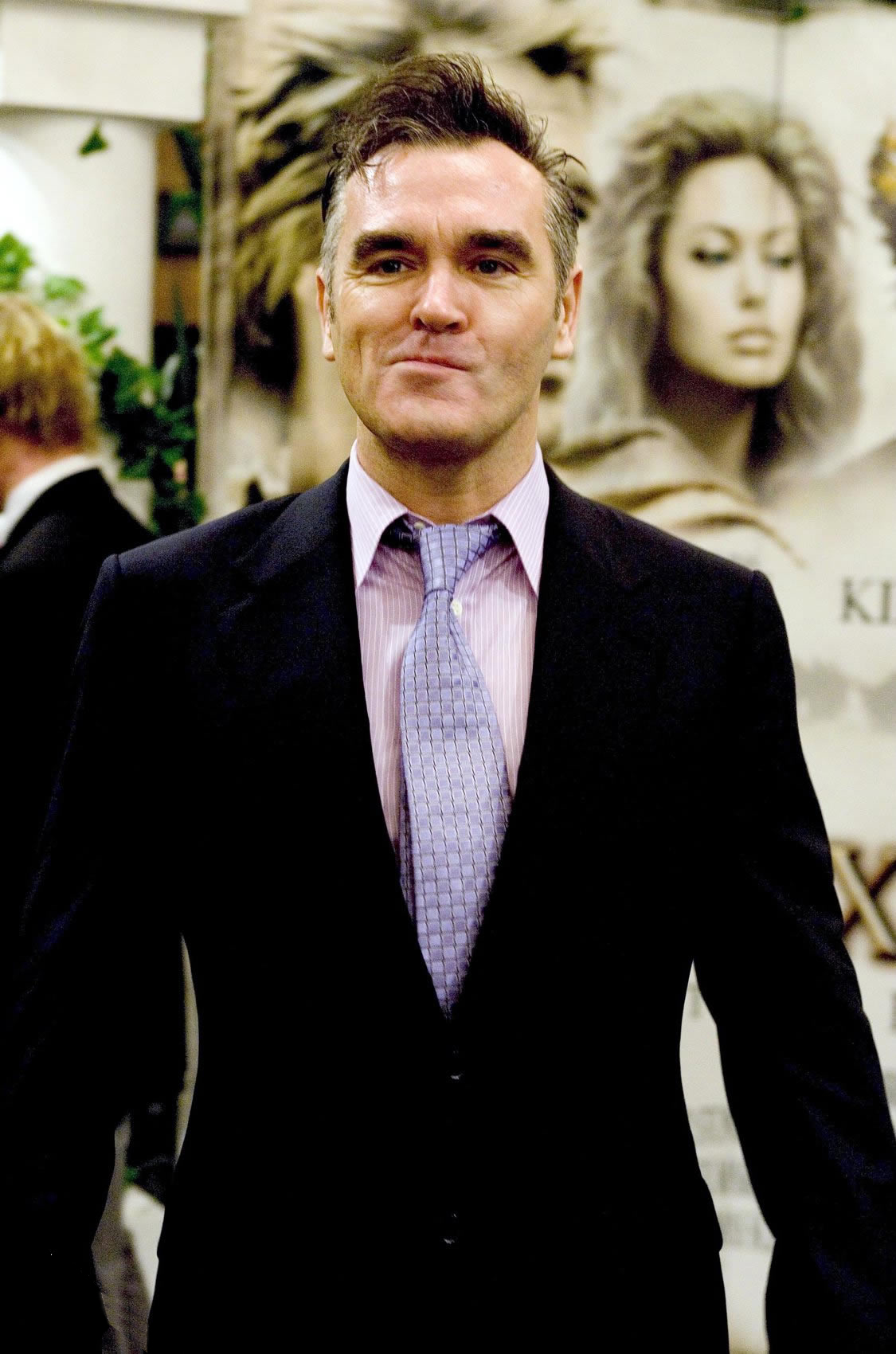
Морріссі (2004)

Гурт The Smiths був створений на початку 1982 року в Манчестері, Велика Британія. Його засновниками були автори пісень, фронтмен й вокаліст Стівен Патрік Морріссі та гітарист Джон Мартін Марр. Марр грав з кількома місцевими рок-гуртами, такими як Sister Ray, Freaky Part, White Dice, Paris Valentinos, намагаючись підписати контракт зі звукозаписувальною компанією. Своєю чергою, Морріссі був шанувальником музики та кінематографу, очолював британський фан-клуб гурту New York Dolls, писав статті та тексти буклетів, декілька тижнів співав в панк-гурті The Nosebleeds. Коли Марр почав шукати співавтора, який вмів би писати тексти, навесні 1982 року він познайомився з Морріссі, і вони швидко здружилися. Музиканти зробили кілька демозаписів за участю Саймона Волстенкрофта (згодом — учасника The Fall), але восени 1982 року до гурту був запрошений Майк Джойс, колишній барабанщик The Hoax і Victim. Деякий час з тріо співпрацював власник студії Дейл Гібберт, який також виконував функції звукоінженера, але після першого ж концерту стало зрозуміло, що Гібберт не вписується в колектив, і його замінив приятель Марра Енді Рурк. Назву The Smiths було вибрано на противагу характерній для музикантів «нової хвилі» тенденції до барвистих та помпезних словосполучень. 1984 року Морріссі говорив, що перевага була віддана «найпростішій назві», оскільки музиканти вирішили, що «прийшов час простим людям цього світу явити свої обличчя».

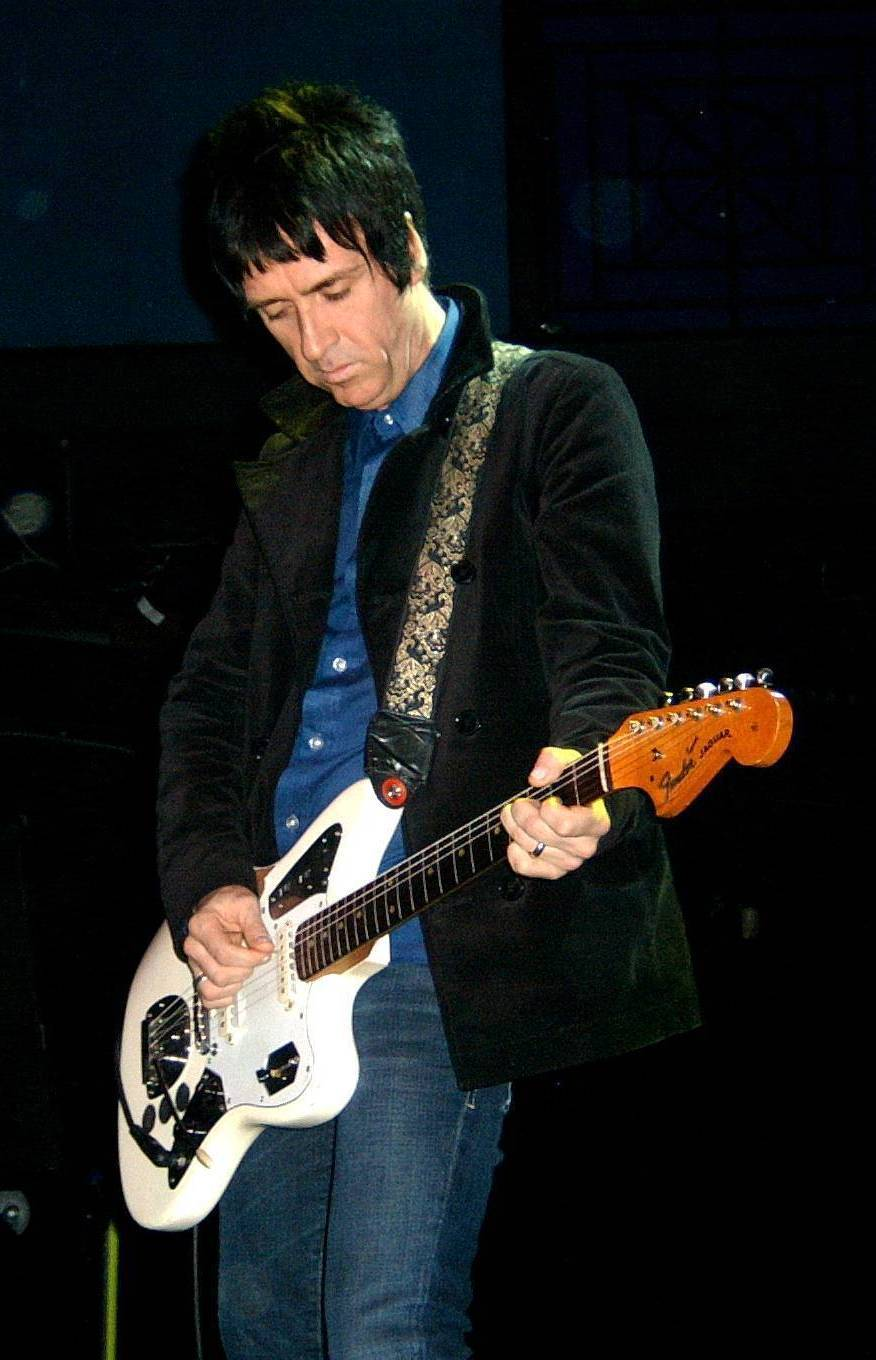
Джонні Марр (2010)

Перші концертні виступи The Smiths відбулись наприкінці 1982 року. До весни 1983 року про гурт, навколо якого сформувалася невелика, але міцна група шанувальників в Манчестері, дізналися в Лондоні. Відкинувши пропозицію Factory Records, The Smiths підписали контракт зі столичним лейблом Rough Trade Records, випустивши сингл «Hand in Glove». Пісня, текст якої містив гомосексуальні алюзії, викликала захоплення в пресі, була помічена радіоведучим Джоном Пілом та стала величезним хітом, піднявшись на 3-тє місце в UK Indie Chart.
Преса почала жваво обговорювати сценічну персону Морріссі, який виступав зі слуховим апаратом та букетами гладіолусів, засунутих по кишенях, якими у фіналі концертів обсипав глядачів. Майже одразу ж сенсацію в пресі зробили незвичайні інтерв'ю вокаліста, насичені вкрай нетривіальними заявами на всілякі теми. Наприкінці 1983 року розгорівся скандал з приводу пісні «Reel Around the Fountain», що прозвучала на BBC, бо деякі запідозрили, що вона виправдовує розбещення малолітніх. Як зазначав музичний критик Стівен Томас Ерлвайн, «це був перший, але далеко не останній випадок, коли відсторонені, високохудожні та іронічні тексти Морріссі були неправильно витлумачені».
Сингли «This Charming Man» та «What Difference Does It Make?» очолили хіт-парад інді-музики та увійшли до загальнонаціонального чарту, посівши 25 і 12 місця відповідно. Стрімкий зліт групи та захоплена реакція на нього британської музичної преси означали (згідно з Allmusic), що «гурт поклав кінець синтезаторному звучанню нової хвилі, яке домінувало у Британії з початку 1980-х років».

### The Smiths
В лютому 1984 року гурт видав дебютний альбом The Smiths, що досяг другого рядка в британському чарті. Знову не обійшлося без скандалів: таблоїди звернули увагу на текст «The Hand That Rocks the Cradle», спробувавши пред'явити Морріссі все ті ж звинувачення в завуальованій підтримки педофілії, які і цього разу було з обуренням відкинуто. Співачка Сенді Шоу, про яку Морріссі якось опублікував захоплену статтю, виконала свою версію «Hand in Glove» в супроводі учасників The Smiths, що також увійшла в чарти (№ 27, травень 1984).
У тому ж році The Smiths випустили синглами пісні, що не увійшли до альбому: «Heaven Knows I'm Miserable Now» та «William, It Was Really Nothing» (з «How Soon Is Now?» на обороті). Перший з них, що посів 10 місце в британському чарті у червені 1984 року, ознаменував початок плідної співпраці гурту з продюсером Стівеном Стрітом. Тим часом чергову неприємність гуртові принесла пісня «Suffer Little Children» (бі-сайд «Heaven Knows I'm Miserable Now»), яка зачіпала тему «вбивств на болотах». Почувши пісню, дід однієї з жертв звинуватив гурт в спробі витягти комерційну вигоду з трагедії. Зустрівшись з Морріссі особисто, він змінив свою думку, визнавши щирість автора. Згодом у співака встановилися дружні відносини з Енн Вест, матір'ю Леслі Енн Дадлі, убитої Бреді та Гіндлі дівчинки, чиє ім'я згадувалося у пісні. В кінці року вийшла збірка Hatful of Hollow, куди увійшли пісні із синглів, а також версії композицій, записаних на радіосесіях Джона Піла та Кіда Дженсена. «How Soon Is Now» вийшла окремим синглом, посівши 24 місце в чарті. Гурт став найкращим новим гуртом Британії, але в США залишався відомим на рівні студентських радіостанцій, оскільки до тих пір гастролей там не проводив.

### Meat Is Murder
На початку 1985 року The Smiths випустили другий альбом Meat Is Murder, що відрізнявся від попередника наявністю більшої кількості акцентованих політичних та соціальних заяв. Чільна пісня, протест проти вбивства тварин, мала чітко виражений вегетаріанський підтекст, в «Nowhere Fast» містилися республіканські ідеї, у «The Headmaster Ritual» та «Barbarism Begins at Home» підіймалася проблема фізичного покарання дитини в школі та родиною. В інтерв'ю того часу Морріссі стверджував, що у The Smiths всі вегетаріанці. Пізніше з'ясувалося, що це не відповідало дійсності, а Моррісі забороняв колегам вживати м'ясні продукти публічно, щоб не бути сфотографованим за цим заняттям. Це виглядало тим більше дивно, що Марр (згідно з Allmusic) «глибоко занурився в рок-н-рольний спосіб життя і став виглядати як щось середнє між Кітом Річардсом та Браяном Джонсом».
Аналізуючи альбом, критики відзначали зростання музичної майстерності гурту та стилістичне розмаїття, як-то гітарний рокабілі «Rusholme Ruffians» або фанк-бас «Barbarism Begins at Home». Альбому передував випуск синглу «How Soon Is Now?»: вона не увійшла в оригінальний варіант альбому, але додавалася до нього в перевиданнях. Пізніше Дж. Роган назвав пісню «How Soon Is Now?» «„Stairway to Heaven“ 1980-х». Meat Is Murder став першим та єдиним студійним альбомом гурту, який посів перше місце в британському хіт-параді.
Тим часом Морріссі продовжував шокувати пресу та публіку своїми інтерв'ю. Він критикував уряд Тетчер, монархію, Band Aid. Знаменитою стала його фраза: «Можна, виявляється, одночасно дуже турбуватися про народ Ефіопії та заподіювати щоденні страждання народу Англії». У березні та червні 1985 року синглами вийшли «Shakespeare's Sister» (пісня, яка не увійшла в альбом, № 26) і «That Joke Isn't Funny Anymore» (№ 49).

### The Queen Is Dead
1985 року група провела тривалі гастролі по Великій Британії та США, одночасно записуючи третій студійний альбом. The Queen Is Dead вийшов у червні 1986 року, незабаром після синглу «Bigmouth Strikes Again» (№ 26), і піднявся на друге місце в британських чартах. Поміж пісень, що привернули до себе увагу критиків, були «Never Had No One Ever», «гімн меланхолії» (в якому деякі оглядачі розчули самоіронію, деякі — ні), сатирична «Frankly, Mr. Shankly» (звернення керівнику Rough Trade Джеффу Тревісу, оформлене як заява працівника підприємства про звільнення за власним бажанням), а також «There Is a Light That Never Goes Out» та «Cemetry Gates», пісні, в яких з'єдналися як найпохмуріші, так і світлі відтінки.
До того часу атмосфера в гурті ускладнилася. Юридичні склоки з Rough Trade стали причиною затримки релізу: альбом, робота над яким була завершена в листопаді 1985 року, вийшов на сім місяців пізніше наміченого терміну. Марр почав відчувати на собі наслідки стресу, пов'язаного з безперервними гастролями та студійною роботою. Він зізнавався, що зловживав алкоголем та відчував себе хворою людиною. Рурк став залежним від героїну і на початку 1986 року був звільнений з групи. Джон Харріс, автор книги «Trouble At The Mill», стверджував, що музикант дізнався про це з повідомлення, приклеєного на лобовому склі автомобіля: «Енді, ти пішов з The Smiths. Прощай, і удачі тобі, Морріссі». Вокаліст групи заперечував цей факт. Рурка замінив Крейг Геннон, колишній учасник гурту Aztec Camera. Вже через два тижні після звільнення Рурк був відновлений у складі, але Геннона також вирішили залишити; він перейшов на ритм-гітару. Квінтет записав та випустив сингли «Panic» та «Ask» (другий — з запрошеною вокалісткою Керсті Макколл), що піднялися до 11 і 14 місць відповідно. При цьому «Panic» знову викликав скандал, бо в пісні багаторазово повторювалися рядки «Спали дискотеку… повісь диск-жокея» (Burn down the disco…hang the DJ), витлумачені деякими як прояв расизму. Після закінчення британського турне в жовтні 1986 року Геннон покинув склад. Остаточно посварившись з Rough Trade, The Smiths стали розглядати пропозиції від мейджор-лейблів та нарешті підписали контракт із EMI; це рішення було сприйнято неоднозначно — як в музичній пресі, так і в середовищі шанувальників гурту.

### Strangeways, Here We Come
На початку 1987 року вийшов сингл «Shoplifters of the World Unite». За ним пішов збірник The World Won't Listen, в заголовку якого відображено незадоволення Морріссі тим фактом, що гурт так і не увійшов в мейнстрим. За ним пішов хіт-сингл «Sheila Take a Bow». Для американського ринку була підготовлена інша компіляція Louder Than Bombs: до матеріалу The World Won't Listen були додані «Sheila Take a Bow» та пісні зі збірки Hatful of Hollow, яка на той момент не виходила в США.
У складі гурту загострилися конфлікти. Джонні Марр страждав від нервового виснаження та перебував на межі алкоголізму. У червні 1987 року він взяв відпустку, що, як йому здалося, колегам не сподобалося. Потім Марр оголосив про відхід, оскільки вирішив, що стаття в NME «Smiths to Split» була «підкинута» Морріссі (хоча той до неї насправді не мав відношення). Стаття, написана Денні Келлі, переважно ґрунтувалася на чутках про конфлікти, що існували між Морріссі та Марром. Зокрема, стверджувалося, що вокаліст був незадоволений тим, що гітарист співпрацює з іншими музикантами та що їхні взаємини досягли точки розриву, Марра не влаштовує відсутність гнучкості у вокаліста. Марр зв'язався з NME, щоб пояснити, що його рішення піти з гурту не було викликано відносинами з Морріссі, а було наслідком бажанням розширити власні можливості. З більш пізніх інтерв'ю музикантів випливало, що основними причинами були відсутність менеджера та занадто великий стрес, який відчували обидва. Марр говорив пізніше, що чашу його терпіння переповнило рішення Морріссі записати кавери на пісні Твінкл та Сілли Блек.
Замінити Марра був покликаний гітарист групи Easterhouse Айвор Перрі. Гурт записав з ним кілька нових пісень, які так і не були закінчені, зокрема, «Bengali in Platforms», яку пропонувалося видати на звороті синглу «Stop Me If You Think You've Heard This One Before». Перрі відчував, що від нього очікували перетворення у «другого Марра», тому відсчував себе під час запису некомфортно, а Морріссі взагалі покинув студію. На той час, як у вересні вийшов четвертий альбом The Smiths Strangeways, Here We Come, гурт розпався.
Strangeways, Here We Come піднявся до другого місця в Британії та став найуспішнішим альбомом групи в США (№ 55 в Billboard 200). Він був прохолодно зустрінутий критиками, але Морріссі і Марр називали його своїм улюбленим з усіх альбомів The Smiths. Рік по тому вийшов концертний альбом Rank, записаний 1986 року з Генноном у складі.

## Після розпаду гурту

### Подальша кар'єра учасників

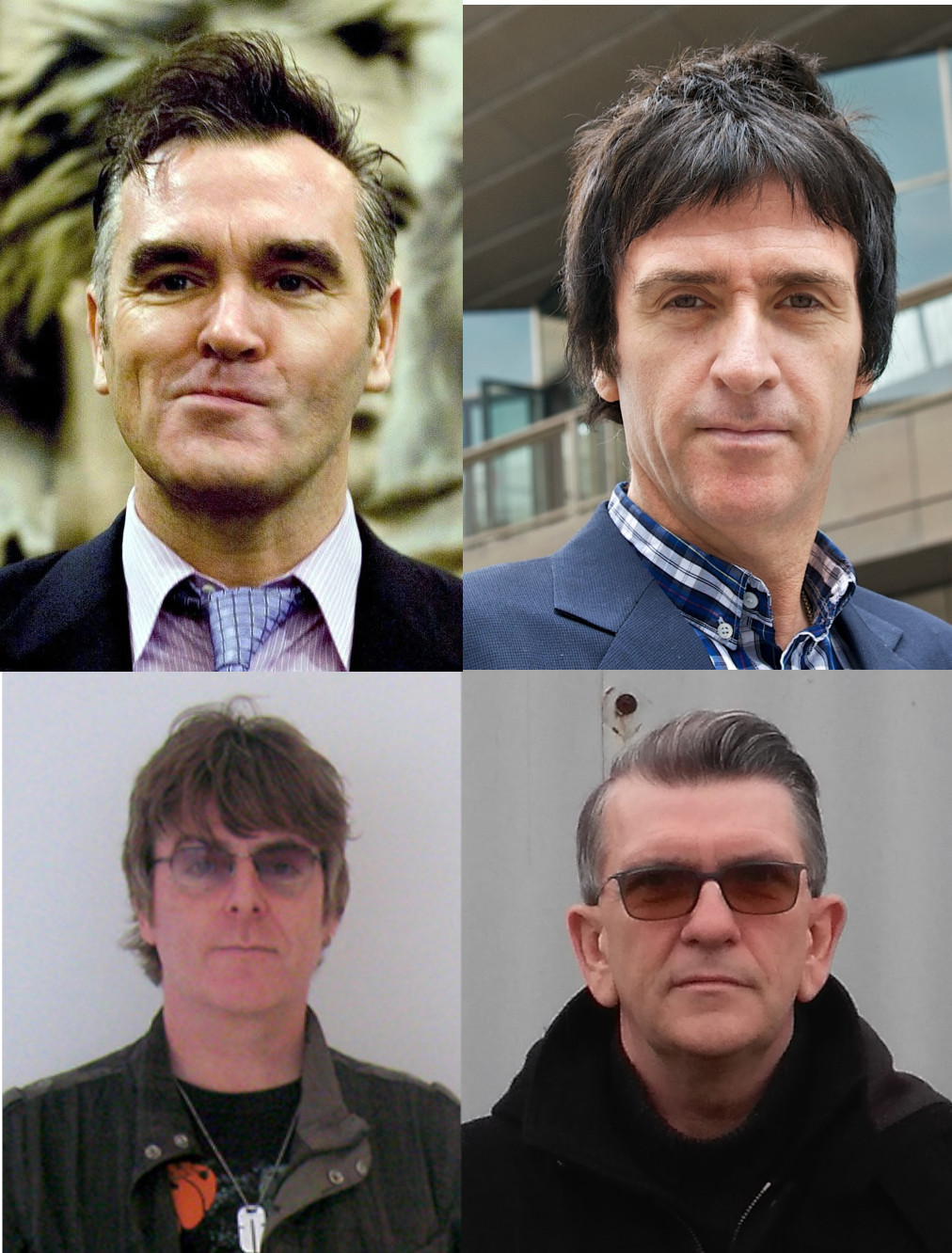
Морріссі, Марр, Рурк і Джойс

Після розпаду гурту Морріссі разом з продюсером Стівеном Стрітом та ірландським музикантом Вінні Райлі, лідером The Durutti Column, узявся до роботи над першим сольним альбомом. Viva Hate (заголовок якого описував почуття автора з приводу кончини The Smiths) піднявся на вершину британських чартів і поклав початок успішної сольної кар'єри вокаліста.
Джонні Марр повернувся до активної музичної діяльності 1989 року. Разом з Бернардом Самнером (New Order) та Нілом Теннантом (Pet Shop Boys) він утворив супергурт Electronic, у складі якого записав два альбоми, що вийшли в 1989 та 1993 роках. Також Марр працював сесійним музикантом у таких виконавців, як The Pretenders, Браян Феррі, Pet Shop Boys, Біллі Брегг, Black Grape, Talking Heads, Crowded House, Beck, Oasis (альбом Heathen Chemistry), Айзек Брок з Modest Mouse (альбом We Were Dead Before the Ship Even Sank). Деякий час він вважався повноправним учасником колективу, потім увійшов до складу групи The Cribs.
Енді Рурк і Майк Джойс деякий час продовжували спільну діяльність, зокрема, працювали сесійним дуетом з Морріссі (1988—1989) та Шинейд О'Коннор. Рурк гастролював з групою Proud Mary, пізніше став учасником гурту Freebass, куди увійшли також Пітер Хук (New Order та Joy Division) і Мані (The Stone Roses та Primal Scream), записавши один альбом.

### Судовий розгляд
Морріссі був лідером The Smiths та приймав всі рішення, що стосувалися фінансових справ. Авторські відрахування отримували тільки він і Марр, а Джойсу та Рурку за студійну роботу виплачувалися по 10 відсотків від загальної суми заробітку. 1996 року Майк Джойс викликав в суд Морріссі та Марра, заявивши, що ніколи не давав згоди на те, щоб отримувати саме такий відсоток, та вимагав перерахунку на свою користь. Морріссі та Марр, своєю чергою, стверджували, що заперечувані 10 відсотків від прибутків були обговорені усіма учасниками квартету з моменту його утворення.
Суддя Вікс, який став на сторону Джойса, дав характеристику йому і Рурку, як людям «прямим та чесним, але безумовно недосвідченим у фінансових справах». Навпаки, Морріссі, за його словами, був складнішою особистістю, «з незадоволенням давав свідчення», щобільше, виявляв «виверткість та непослідовність, коли справа стосувалася його власних інтересів». Марр, за словами судді, більш охоче співпрацював з судом, проявивши розум та розсудливість, але і його свідчення виявилися «прикрашеними». Слухання в суді тривали сім днів. Справа була вирішена на користь Джойса, який отримав один мільйон фунтів стерлінгів у вигляді одноразової виплати та наступні суми — відрахуваннями по 25 відсотків. Рурка це рішення не стосувалося: щоб розплатитися з боргами, він ще 1989 року погодився на суму в 83 тис. фунтів і 10 відсотків авторських.
Морріссі стверджував, що суддя був упереджений, а самому йому довелося перебувати «під палючими вогнями, майже в кайданах» та відповідати на питання, які зводилися до тем: «Як ви смієте бути багатим ?.. Як ви смієте продовжувати?..» Про розпад гурту він говорив: «The Smiths — це було прекрасно, але Джонні [Марр] покинув гурт, А Майк [Джойс] його знищив». Морріссі також висловив думку, що Рурку та Джойсу в життя неймовірно пощастило: «З іншим вокалістом вони не просунулися б далі торгового центру в Солфорд». Навіть юрист Морріссі Ієн Мілл визнавав, що його клієнт часом «виявляв деяку зарозумілість». Морріссі подав апеляцію, але успіху вона не мала.
У листопаді 2005 року Майк Джойс в інтерв'ю BBC 6 Music визнав, що знову переживає фінансові проблеми та змушений продавати рідкісні плівки гурту на eBay. Деякий час по тому Морріссі зробив публічну заяву на радіостанції true-to-you.net, в якій звинуватив Джойса, що той не повідомив Руркуа про його права на частину коштів, які барабанщик відсудив у Морріссі.

### Можливе возз'єднання
Протягом 2000-х років чутки про можливе возз'єднання The Smiths не припинялися, але щоразу Марр і Морріссі спростовували їх. 2005 року канал VH1 спробував зібрати музикантів разом для виступу в програмі Bands Reunited, але ведучому Амер Халіму так і не вдалося увійти з Морріссі в контакт. У грудні 2005 року було оголошено, що Johnny Marr and The Healers зіграють на благодійному концерті «Manchester v Cancer», організованому Енді Рурком і його продюсерською компанією Great Northern Productions. Марр спростував чутки про те, що цей виступ може стати першим кроком до возз'єднання, однак вперше після розпаду The Smiths Рурк і Марр дійсно виявилися на одній сцені, виконавши «How Soon Is Now?».
Морріссі довгий час рішуче відкидав навіть думку про возз'єднання групи. У березні 2006 року він визнав, що учасникам запропонували 5 мільйонів доларів за об'єднання та виступ на фестивалі Coachella Valley Music and Arts Festival. «Ні, оскільки справа тут не в грошах», — заявив він. Суть своєї позиції співак сформулював пізніше так: «Це була фантастична подорож. А потім вона підійшла до кінця. Я не вважав, що вона повинна закінчуватися. Я хотів продовжувати. [Марр] хотів її закінчити. І на цьому все».
На питання, чому він не бажає реформувати The Smiths, Морріссі відповідав: «Я вважаю, що сам я після розпаду The Smiths багато працював, а решта — ні. Навіщо мені забезпечувати їм увагу, якої вони не заслуговують ? Ми не друзі, ми не спілкуємося. З якого дива ми повинні бути разом на сцені?».
У серпні 2007 NME повідомив про те, що Морріссі відкинув 40 мільйонів фунтів, обіцяних за світовий тур (50 концертів) разом з Марром (без участі Рурка та Джойса) у 2008—2009 роках. Згідно з інформацією неофіційного фен-сайту true-to-you.net, сума, запропонована за можливі світові гастролі з Марром під назвою The Smiths, становила 75 000 000. З'явилися повідомлення також і про те, що пропозиція була фальшивкою.
У жовтні 2007 року на BBC Radio 5 Live Джонні Марр натякнув на можливість потенційного возз'єднання в майбутньому, заявивши: «Бували ж і більш дивні речі, так що, хто знає ?». При цьому він зауважив: «Зараз Морріссі зайнятий своїми справами, а я своїми, в цьому і вся відповідь». Повідомлення газети Sun в грудні 2008 року про те, що The Smiths виступлять 2009 року на Coachella Festival, Джонні Марр по каналах свого менеджменту назвав «нісенітницею».
10 листопада 2008 року вийшла збірка The Sound of The Smiths. Джонні Марр відповідав за ремастеринг всіх треків, а Морріссі вибрав для платівки назву. У лютому 2009 року Морріссі спростував чутки про можливе возз'єднання в черговий раз. «Минуле відсунулося у далечінь, і мені це подобається», — сказав він в інтерв'ю BBC Radio 2. У тому ж році Марр визнав, що їм пропонувалися «50 мільйонів за три-п'ять концертів», але зазначив, що шанси на возз'єднання не мають ніякого відношення до суми грошової винагороди.

## Довідкові дані

### Учасники гурту
- Морріссі — вокал, фортепіано (1982—1987)
- Джонні Марр — гітара, клавішні, мандоліна, бас-гітара, губна гармоніка (1982—1987)
- Енді Рурк — бас-гітара (1982—1987)
- Майк Джойс[en] — ударні (1982—1987)

- Крег Геннон[en] — бас-гітара, гітара (1986)

### Дискографія
| Студійні альбоми - 1984 — The Smiths - 1985 — Meat Is Murder - 1986 — The Queen Is Dead - 1987 — Strangeways, Here We Come Концертні альбоми - 1988 — Rank Відеоальбоми - 1993 — The Complete Picture | Збірки - 1984 — Hatful of Hollow - 1987 — The World Won't Listen - 1987 — Louder Than Bombs - 1988 — The Peel Sessions - 1992 — Best... I - 1992 — Best... II - 1995 — Singles - 2001 — The Very Best of The Smiths - 2008 — The Sound of The Smiths - 2008 — The Smiths Singles Box - 2011 — Complete |

### Вебсайти
- https://www.officialsmiths.co.uk/ — офіційний сайт The Smiths
- http://www.morrissey-solo.com — офіційний сайт Морріссі
- https://johnnymarr.com/ — офіційний сайт Джонні Марра